# Кшептовский, Вацлав

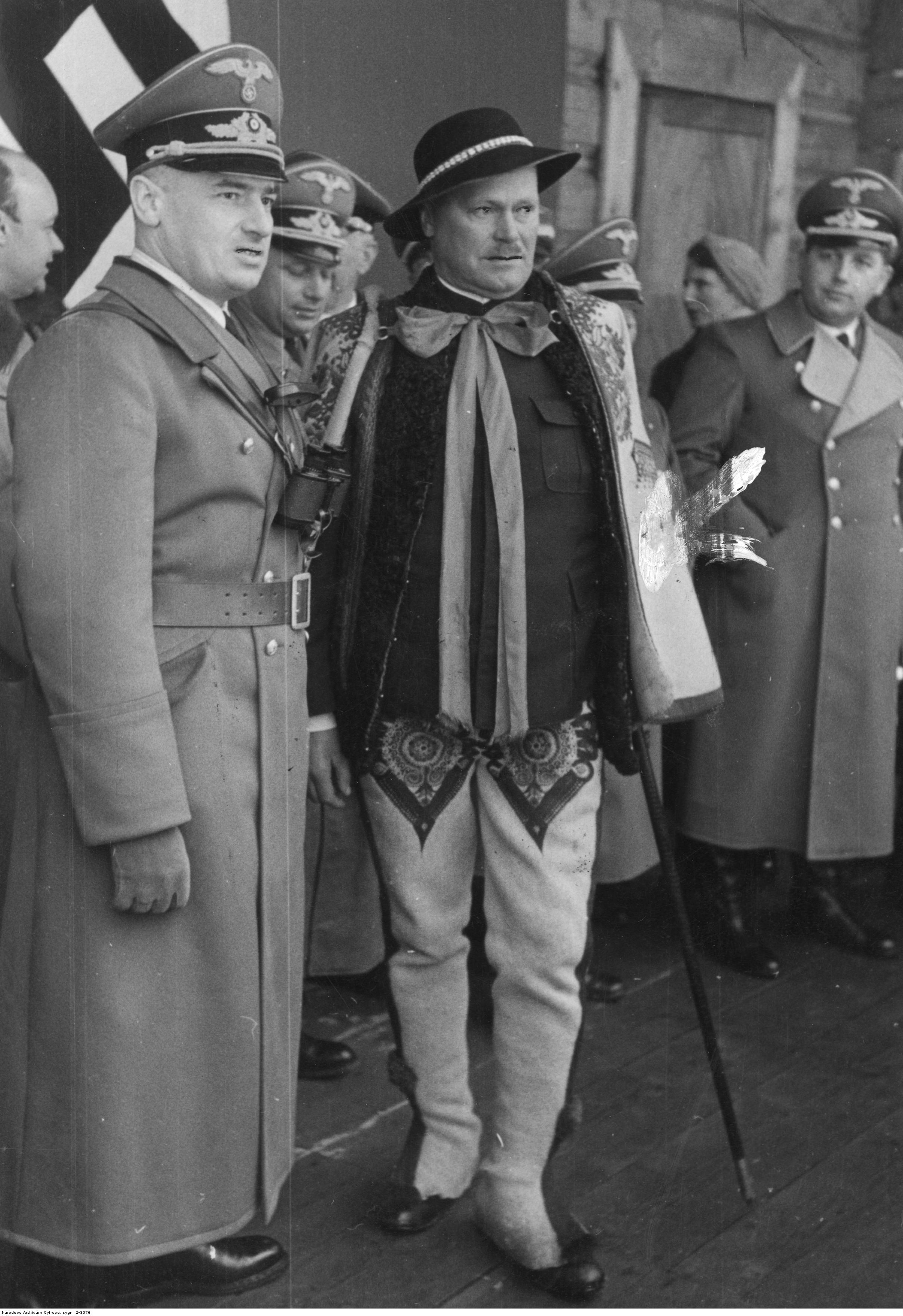
Вацлав Кшептовский (в середине), Ганс Франк (слева) и Йозеф Бюлер (справа)

Ва́цлав Кшепто́вский, полное имя — Вацлав Ян (пол. Wacław Jan Krzeptowski, 24 июня 1897 года, Косцелиско, Малопольское воеводство, Польша — 20 января 1945 года, Закопане, Польша) — польский общественный деятель, предвоенный председатель отделения Народной партии в городе Новы-Тарг и вице-председатель Союза гуралей, коллаборационист и руководитель организации «Гуральский комитет» во время Второй мировой войны.

## Биография
Родился 24 июня 1897 года в гуральской деревне Косцелиско. До Второй мировой войны участвовал в политической деятельности. Был председателем отделения Народной партии в Закопане. Принимал участие в деятельности Союза гуралей.
После оккупации Польши 7 ноября 1939 года в составе делегации польских гуралей участвовал в торжествах по случаю назначения Ганса Франка генерал-губернатором, которые состоялись в краковском Вавеле. 12 ноября 1939 года встречал Ганса Франка во время его визита Закопане. Получив от Ганса Франка соответствующие полномочия, стал заниматься административной деятельностью среди гуралей, которые были объявлены немецкими властями отдельным от поляков народом Гораленфольком. 29 ноября 1939 года Вацлав Кшептовский организовал в Закопане собрание довоенного Союза гуралей, во время которого эта организация была преобразована в немецкую «Goralenverein». Организовал коллаборационистский «Гуральский комитет» (Goralisches Komitee), который был утверждён губернатором Дистрикта Краков Рихардом Вендлером. Был председателем этого комитета. Под руководством Гуральского комитета была проведена перепись гуралей в Подгалье, в результате которой желающие гурали могли получить специальную кенкарту с литерой «G», представляющую им особые правовые привилегии.
Участвовал в организации Гуральского добровольческого легиона СС. После того как большинство добровольцев дезертировали из тренировочного лагеря СС Травники скрывался в польских Татрах, потом перебрался в Словакию, где участвовал в словацком национальном восстании. После подавления восстания возвратился осенью 1944 года в окрестности Закопане. Скрывался в одном из шалашей на Поляне на Столах, потом спустился в долину и укрывался в селе Кшептовки у своих родственников. Там был схвачен партизанским отрядом Курнява группы Хелм из Армии Крайовой, который был специально послан для его поимки, чтобы исполнить смертный приговор, вынесенный судом Польского подпольного государства. Был повешен 20 января 1945 года за государственную измену.
После его смерти возле его тела была обнаружена записка, в которой он каялся в своей коллаборационистской деятельности:

«Я, нижеподписавшийся Вацлав Кшептовский, рождённый 24 июня 1897 года, передаю всё своё недвижимое и движимое имущество, записанное в наследственных книгах в Закопане, партизанскому отряду Курнява группы Хелм Армии Крайовой по собственной воле как единственное возмещение за преступления и грехи, совершённые перед польским народом Подгалья во время немецкой оккупации с 1939 года по 1945 год. Косцельско. 20 января 1945 года. 22.30»
Оригинальный текст (пол.)"Ja niżej podpisany Wacław Krzeptowski urodzony 1897 roku dnia 24 czerwca w Kościeliskach przekazuję cały swój nieruchomy i ruchomy majątek uwidoczniony w księgach hipotecznych w Zakopanem na rzecz oddziału partyzanckiego Kurniawa grupy Chełm AK z własnej nieprzymuszonej woli, jako jedyne zadośćuczynienie dla narodu polskiego za błędy i winy popełnione przez mnie wobec polskiej ludności Podhala w okresie okupacji niemieckiej od roku 1939 do 1945. Kościelisko, 20 stycznia 1945, 22.30"

Был похоронен на приходском кладбище села Косцельско. На новом кладбище в Закопане находится семейный участок семьи Кшептовских (квартал V-16-6), на котором находится символическая могила Вацлава Кшептовского.